# Jim Blyth
James Anton Blyth (Perth, 1955. február 2. – ) skót válogatott labdarúgókapus. 

## Pályafutása

### Klubcsapatban
1971-ben a Preston North Endben kezdte a pályafutását, de év után távozott. Pályafutása leghosszabb időszakát a Coventry City csapatában töltötte, ahol 1972 és 1982 között játszott. 1975-ben kis ideig a Hereford United vette kölcsön. 1982 és 1985 között a Birmingham City, 1985 és 1986 között a Nuneaton Borough együttesét erősítette. 

### A válogatottban
1978-ban között 2 alkalommal szerepelt az skót válogatottban. Részt vett az 1978-as világbajnokságon. 